# 上海交通大学医学院附属新华医院
上海交通大学医学院附属新华医院位于中国上海市控江路1665号，创建于1958年。该院曾七次被评为市文明单位，三次被评为全国先进集体。1993年被评定为三级甲等医院。2009年，崇明一家醫院（创建于1915年）成為上海交通大学医学院附属新华医院崇明分院。2021年5月，新华医院奉贤院区項目獲批。2025年6月28日，新华医院奉贤院区啟用。